# Atak na obóz dla przesiedleńców w Tall as-Sultan
Atak na obóz dla przesiedleńców w Tall as-Sultan – izraelski nalot przeprowadzony 26 maja 2024 na obóz namiotowy Muchajjam Tall as-Sultan w Rafah w południowej Strefie Gazy. W wyniku ataku zginęło od 45 do 50 Palestyńczyków, a ponad 200 zostało rannych. Pożar wywołany uderzeniem ogarnął cały obóz.

## Tło
W związku z ofensywą izraelską w Rafah, rozpoczętą w maju 2024, wschodnia część miasta została objęta nakazem ewakuacji. Tysiące cywilów, w tym osoby uprzednio przesiedlone z północnej Gazy, schroniło się w zachodnich dzielnicach Rafah, m.in. w Muchajjam Tall as-Sultan. Tydzień przed nalotem Siły Obronne Izraela (IDF) zrzucały ulotki informujące, że Tall as-Sultanjest „strefą bezpieczeństwa” i zalecały przeniesienie się tam.
Dwa dni przed atakiem Międzynarodowy Trybunał Sprawiedliwości nakazał Izraelowi wstrzymanie ofensywy w Rafah. Mimo to Izrael kontynuował operacje, twierdząc, że orzeczenie zobowiązuje go jedynie do przestrzegania prawa międzynarodowego. W ciągu 48 godzin od wydania nakazu Izrael miał przeprowadzić ponad 60 ataków lotniczych w mieście. Atak nastąpił niedługo po tym, jak Hamas wystrzelił rakiety w kierunku Tel Awiwu, co było pierwszym takim incydentem od stycznia 2024.

### Strefa bezpieczeństwa
Rejon, który został zbombardowany, był wcześniej określony przez Izrael jako „strefa humanitarna” i nie został objęty wcześniejszymi nakazami ewakuacyjnymi. Świadkowie potwierdzili, że do Tall as-Sultan trafili na skutek izraelskich ulotek. Palestyński Czerwony Półksiężyc również potwierdził, że obszar ten był oficjalnie wyznaczony jako strefa bezpieczna.
Izrael początkowo uznawał ten obszar za część „strefy humanitarnej al-Mawasi” (ogłoszonej 6 grudnia 2023), jednak 6 maja 2024 zmieniono jej granice, wyłączając Tall as-Sultan. Zmiana ta nie została skutecznie zakomunikowana mieszkańcom Gazy. Obserwacje satelitarne wykazały, że w dniach 6–26 maja w obszarze tym nadal powstawały nowe namioty, co sugeruje, że cywile nie byli świadomi zmiany granic.

## Przebieg ataku
W nocy 26 maja Siły Powietrzne Izraela przeprowadziły atak przy użyciu dwóch amerykańskich bomb szybujących GBU-39, które trafiły w obóz namiotowy „Kuwaiti Peace” w Tall as-Sultan. Obóz znajdował się zaledwie 200 metrów od największego magazynu pomocy humanitarnej UNRWA w Strefie Gazy. Po eksplozji w obozie wybuchł pożar, który uwięził wielu cywilów.
Świadkowie opisywali sceny „deszczu odłamków” i ludzi uwięzionych w płonących namiotach. W mediach pojawiły się drastyczne nagrania przedstawiające krzyki rannych i ciała ofiar, w tym spalone i zmasakrowane dzieci. Zespół ratowniczy Czerwonego Półksiężyca potwierdził, że wielu cywilów zginęło w ogniu. Wideo zweryfikowane przez NBC News pokazało namioty objęte płomieniami i cywilów krzyczących o pomoc.

### Ofiary
Według Ministerstwa Zdrowia Strefy Gazy w wyniku ataku zginęło co najmniej 45 osób, a według organizacji ActionAid UK – 50. Wśród zabitych było co najmniej 12 kobiet, 8 dzieci i 3 osoby starsze. Ponad 200 cywilów zostało rannych. Ofiary zostały przetransportowane do szpitala, jednak według lokalnych władz placówki medyczne w Rafah nie były przygotowane do przyjęcia tak dużej liczby rannych – jedyny działający szpital w mieście dysponował jedynie ośmioma łóżkami i nie posiadał oddziału intensywnej terapii.

## Reakcje i kontrowersje
Izrael podał, że celem ataku był „zewnętrzny kompleks Hamasu” i że zabito dwóch wysokich rangą dowódców Hamasu: Yassina Rabię oraz Khaleda Nagara. Hamas potwierdził ich śmierć. Jednak świadkowie wypowiadający się dla CNN i portalu Mondoweiss twierdzili, że w obozie nie było żadnych bojowników.
Analizy wojskowe podkreślały, że użyte bomby mają zbyt duży promień rażenia, by można je było stosować w gęsto zaludnionych obszarach cywilnych. Amnesty International stwierdziła w swoim raporcie, że w obozie przebywali bojownicy, ale Izrael podjął atak świadomie, narażając życie dużej liczby cywilów.
Atak spotkał się z szerokim potępieniem na arenie międzynarodowej. W mediach określany był jako masakra, a zdjęcia z miejsca tragedii uznano za jedne z najbardziej wstrząsających w całym konflikcie.  